# 1972年のスポーツ
- 年度別スポーツ記事一覧

1972年のスポーツでは、1972年（昭和47年）のスポーツ関連の出来事についてまとめる。
1972年前後：1971年のスポーツ - 1972年のスポーツ - 1973年のスポーツ

## できごと
- 2月3日～13日 - アジア初の冬季オリンピック、札幌で開催
  - 2月6日 - スキージャンプで日本選手表彰台独占
- 3月6日 - 新日本プロレス旗揚げ
- 4月1日 - カシアス・クレイが、マック・フォスターに判定で勝利した（日本武道館）[1]。
- 7月12日 - 競馬のハイセイコー、大井競馬場でデビュー
- 7月16日 - 高見山大五郎、大相撲名古屋場所で日本人以外で初優勝
- 7月18日 - 第1回日米大学野球選手権で日本が5勝2敗で優勝
- 8月26日～9月11日 - ミュンヘンオリンピック開催
  - 9月5日 - アラブ・ゲリラ、オリンピック選手村を襲撃（ミュンヘンオリンピック事件）
- 9月29日 - 日本スケート連盟から独立して日本アイスホッケー連盟設立
- 10月21日 - 全日本プロレス旗揚げ
- 11月10日 - デンバー、市民投票により冬季オリンピック開催権返上
- 11月30日 - 日本バレーボール協会は、五輪優勝の男子チームのアマ違反問題で責任をとって会長を除く全執行部が辞任

## 総合競技大会
- 第11回札幌オリンピック（2月3日～13日） - 日本の獲得メダル：金1、銀1、銅1

| 第11回札幌オリンピック       | 第11回札幌オリンピック | 第11回札幌オリンピック | 第11回札幌オリンピック | 第11回札幌オリンピック | 第11回札幌オリンピック |
| 順位                         | 国・地域名             | 金                     | 銀                     | 銅                     | 計                     |
| ---------------------------- | ---------------------- | ---------------------- | ---------------------- | ---------------------- | ---------------------- |
| 1                            | ソビエト連邦           | 8                      | 5                      | 3                      | 16                     |
| 2                            | 東ドイツ               | 4                      | 3                      | 7                      | 14                     |
| 3                            | スイス                 | 4                      | 3                      | 3                      | 10                     |
| 4                            | オランダ               | 4                      | 3                      | 2                      | 9                      |
| 5                            | アメリカ合衆国         | 3                      | 2                      | 3                      | 8                      |
| 6                            | 西ドイツ               | 3                      | 1                      | 1                      | 5                      |
| 7                            | ノルウェー             | 2                      | 5                      | 5                      | 12                     |
| 8                            | イタリア               | 2                      | 2                      | 1                      | 5                      |
| 9                            | オーストリア           | 1                      | 2                      | 2                      | 5                      |
| 10                           | スウェーデン           | 1                      | 1                      | 2                      | 4                      |
| 詳細は札幌オリンピックを参照 |                        |                        |                        |                        |                        |

- 第7回冬季ユニバーシアード（アメリカ・レークプラシッド・2月26日～3月5日） - 日本の獲得メダル：金1、銀3、銅0
- 第4回ハイデルベルクパラリンピック（8月2日～10日） - 日本の獲得メダル：金4、銀5、銅3
- 第3回スペシャルオリンピックス夏季世界大会（アメリカ・ロサンゼルス・8月13日～18日）
- 第20回ミュンヘンオリンピック（8月26日～9月11日）

| 第20回ミュンヘンオリンピック       | 第20回ミュンヘンオリンピック | 第20回ミュンヘンオリンピック | 第20回ミュンヘンオリンピック | 第20回ミュンヘンオリンピック | 第20回ミュンヘンオリンピック |
| 順位                               | 国・地域名                   | 金                           | 銀                           | 銅                           | 計                           |
| ---------------------------------- | ---------------------------- | ---------------------------- | ---------------------------- | ---------------------------- | ---------------------------- |
| 1                                  | ソビエト連邦                 | 50                           | 27                           | 22                           | 99                           |
| 2                                  | アメリカ合衆国               | 33                           | 31                           | 30                           | 94                           |
| 3                                  | 東ドイツ                     | 20                           | 23                           | 23                           | 66                           |
| 4                                  | 西ドイツ                     | 13                           | 11                           | 16                           | 40                           |
| 5                                  | 日本                         | 13                           | 8                            | 8                            | 29                           |
| 6                                  | オーストラリア               | 8                            | 7                            | 2                            | 17                           |
| 7                                  | ポーランド                   | 7                            | 5                            | 9                            | 21                           |
| 8                                  | ハンガリー                   | 6                            | 13                           | 16                           | 35                           |
| 9                                  | ブルガリア                   | 6                            | 10                           | 5                            | 21                           |
| 10                                 | イタリア                     | 5                            | 3                            | 10                           | 18                           |
| 詳細はミュンヘンオリンピックを参照 |                              |                              |                              |                              |                              |

- 第27回太陽国体（冬季スケート - 栃木県・1月6日～9日、冬季スキー - 鳥取県・2月20日～23日、夏季 - 鹿児島県・9月17日～20日、秋季 - 鹿児島県・10月22日～27日）
天皇杯順位：優勝 鹿児島県、第2位 東京都、第3位 愛知県
皇后杯順位：優勝 鹿児島県、第2位 東京都、第3位 大阪府

## アイスホッケー
- スタンレーカップ決勝（1971-1972シーズン）
ボストン・ブルーインズ （4勝2敗） ニューヨーク・レンジャース

## アメリカンフットボール
- 第6回スーパーボウル（1月16日）
ダラス・カウボーイズ(NFC) 24-3 マイアミ・ドルフィンズ(AFC)

## 競馬
- ロングエースが日本ダービーで優勝した。

## ゴルフ
男子プロ
- マスターズ：ジャック・ニクラス（アメリカ）
- 全米オープン（ペブルビーチ）：ジャック・ニクラス（アメリカ）
- 全英オープン：リー・トレビノ（アメリカ）
- 全米プロゴルフ：ゲーリー・プレーヤー（南アフリカ）
- PGAツアー賞金王 – ジャック・ニクラス – $320,542

女子プロ
- 全米女子プロゴルフ選手権 – キャシー・アハーン
- 全米女子オープン – スージー・バーニング
- タイトルホルダーズ選手権 – サンドラ・パーマー
- LPGA Tour賞金女王 – キャシー・ウィットワース – $65,063

## サッカー
- 第51回天皇杯全日本サッカー選手権大会決勝
三菱重工業 3-1 ヤンマーディーゼル
- 日本サッカーリーグ
1部優勝：日立製作所
2部優勝：トヨタ自動車工業

## 自転車競技

### ロードレース
- 第55回ジロ・デ・イタリア
総合優勝：エディ・メルクス（ベルギー）
- 第59回ツール・ド・フランス
総合優勝：エディ・メルクス（ベルギー）

## テニス

### グランドスラム
- 全豪オープン　男子単優勝：ケン・ローズウォール（オーストラリア）、女子単優勝：バージニア・ウェード（イギリス）
- 全仏オープン　男子単優勝：アンドレス・ヒメノ（スペイン）、女子単優勝：ビリー・ジーン・キング（アメリカ）
- ウィンブルドン　男子単優勝：スタン・スミス（アメリカ）、女子単優勝：ビリー・ジーン・キング（アメリカ）
- 全米オープン　男子単優勝：イリ・ナスターゼ（ルーマニア）、女子単優勝：ビリー・ジーン・キング（アメリカ）

## バスケットボール
- NBAファイナル（1971-1972シーズン）
ロサンゼルス・レイカーズ （4勝1敗） ニューヨーク・ニックス

## ボクシング
- カシアス・クレイが、マック・フォスターに判定で勝利したが、5ラウンドでKOするとの予告は、実現させることができなかった[2]。

## ラグビー
- 第9回日本ラグビーフットボール選手権大会（秩父宮ラグビー場・1月15日）
早稲田大学 14-11 三菱自動車工業京都

## 誕生
- 1月13日 - 大塚晶文（千葉県、野球）
- 1月13日 - ビタリー・シェルボ（ベラルーシ、体操競技）
- 1月15日 - Y・E・ヤン（韓国、ゴルフ）
- 1月25日 - 竹原慎二（広島県、ボクシング）
- 1月26日 - 増保輝則（東京都、ラグビー）
- 1月28日 - 新庄剛志（福岡県、野球）
- 2月1日 - クリスティアン・ツィーゲ（ドイツ、サッカー）
- 2月6日 - 横田真一（東京都、ゴルフ）
- 2月8日 - 江田照男（福島県、競馬）
- 2月14日 - 武双山正士（茨城県、相撲）
- 2月15日 - ヤロミール・ヤーガー（チェコ、アイスホッケー）
- 2月16日 - 土佐ノ海敏生（高知県、相撲）
- 2月17日 - フィリップ・キャンデロロ（フランス、フィギュアスケート）
- 2月22日 - マイケル・チャン（アメリカ、テニス）
- 2月27日 - 藤田伸二（北海道、競馬）
- 3月6日 - シャキール・オニール（アメリカ、バスケットボール）
- 3月11日 - 久保谷健一（千葉県、ゴルフ）
- 3月12日 - ラウル・モンデシー（ドミニカ共和国、野球）
- 3月21日 - デラルツ・ツル（エチオピア、陸上競技）
- 3月22日 - エルビス・ストイコ（カナダ、フィギュアスケート）
- 3月26日 - 雉子牟田直子（神奈川県、テニス）
- 3月29日 - ルイ・コスタ（ポルトガル、サッカー）
- 4月9日 - ベルナール・アッカ（コートジボワール、格闘家）
- 4月10日 - 鈴木尚典（静岡県、野球）
- 4月11日 - ジェイソン・バリテック（アメリカ、野球）
- 4月14日 - 奥野史子（京都府、シンクロナイズド・スイミング）
- 4月15日 - 木村拓也（宮崎県、野球、+2010年）
- 4月16日 - コンチタ・マルチネス（スペイン、テニス）
- 4月18日 - 薩川了洋（静岡県、サッカー）
- 4月19日 - リバウド（ブラジル、サッカー）
- 4月24日 - チッパー・ジョーンズ（アメリカ、野球）
- 4月29日 - 垣原賢人（愛媛県、プロレス）
- 4月30日 - 森島寛晃（広島県、サッカー）
- 4月30日 - 川村丈夫（神奈川県、野球）
- 5月2日 - 岩本輝雄（神奈川県、サッカー）
- 5月3日 - ザ・ロック（アメリカ、プロレス）
- 5月6日 - 高橋尚子（岐阜県、マラソン）
- 5月12日 - 和歌乃山洋（和歌山県、相撲）
- 5月17日 - 福田雅一（栃木県、プロレス、+2000年）
- 5月23日 - ルーベンス・バリチェロ（ブラジル、レーシングドライバー）
- 5月27日 - 北川博敏（兵庫県、野球）
- 5月30日 - マニー・ラミレス（ドミニカ共和国、野球）
- 6月4日 - 山田かがり（京都府、バスケットボール）
- 6月6日 - 葛西紀明（北海道、スキージャンプ）
- 6月15日 - アンディ・ペティット（アメリカ、野球）
- 6月19日 - 和田一浩（岐阜県、野球）
- 6月21日 - 朝原宣治（兵庫県、陸上競技）
- 6月23日 - ジネディーヌ・ジダン（フランス、サッカー）
- 6月26日 - 多治見麻子（東京都、バレーボール）
- 7月21日 - キャサリン・ヌデレバ（ケニア、マラソン）
- 7月24日 - 魁皇博之（福岡県、相撲）
- 7月24日 - 横尾要（東京都、ゴルフ）
- 7月25日 - 岡野雅行（神奈川県、サッカー）
- 8月3日 - 稲葉篤紀（愛知県、野球）
- 8月8日 - 佐藤信之（愛知県、マラソン）
- 8月11日 - 犬伏孝行（徳島県、マラソン）
- 8月12日 - 貴乃花光司（東京都、相撲）
- 8月27日 - デニーズ・ルイス（イギリス、陸上競技）
- 8月28日 - 中村行成（福岡県、柔道）
- 8月28日 - 宮本勝昌（静岡県、ゴルフ）
- 8月30日 - パベル・ネドベド（チェコ、サッカー）
- 9月26日 - 西口文也（和歌山県、野球）
- 9月27日 - 楢崎教子（神奈川県、柔道）
- 9月29日 - 真壁刀義（神奈川県、プロレス）
- 10月5日 - グラント・ヒル（アメリカ、バスケットボール）
- 10月17日 - 藤田宗一（京都府、野球）
- 10月17日 - 武蔵（大阪府、格闘家）
- 11月4日 - ルイス・フィーゴ（ポルトガル、サッカー）
- 11月19日 - 水内猛（神奈川県、サッカー）
- 11月28日 - 名波浩（静岡県、サッカー）
- 11月29日 - 田中稔（愛知県、プロレス）
- 11月30日 - 四位洋文（鹿児島県、競馬）
- 12月7日 - ヘルマン・マイヤー（オーストリア、アルペンスキー）
- 12月12日 - 村松有人（石川県、野球）
- 12月26日 - ジェロム・レ・バンナ（フランス、キックボクシング）
- 12月27日 - 武田幸三（東京都、キックボクシング）
- 12月28日 - パトリック・ラフター（オーストラリア、テニス）
- 12月28日 - アダム・ビナティエリ（アメリカ、アメリカンフットボール）

## 死去
- 5月17日 - ゴードン・ロウ（イギリス、テニス、*1884年）
- 6月3日 - 山内以九士（島根県、野球、*1902年）
- 6月11日 - ヨアキム・ボニエ（スウェーデン、レーシングドライバー、*1930年）
- 7月8日 - 岩下密政（山梨県、競馬、*1914年）
- 7月14日 - 東門明（神奈川県、野球、*1952年）
- 7月21日 - ラルフ・クレイグ（アメリカ、陸上競技、*1889年）
- 10月24日 - ジャッキー・ロビンソン（アメリカ、野球、*1919年）
- 12月31日 - ロベルト・クレメンテ（プエルトリコ、野球、*1934年）